# Malawische Badmintonmeisterschaft 1973
Die Malawische Badmintonmeisterschaft 1973 fand im Januar 1973 in Limbe statt. Es war die vierte Auflage der nationalen Titelkämpfe von Malawi im Badminton.

## Titelträger
| Disziplin    | Sieger                            |
| ------------ | --------------------------------- |
| Herreneinzel | Gabriel Louzado                   |
| Dameneinzel  | Megan Gray                        |
| Herrendoppel | Gabriel Louzado Felix Pereira     |
| Damendoppel  | Paulinde de Sousa Zebu Kassam     |
| Mixed        | Braham Bhanotte Paulinde de Sousa |